# Porta Pia

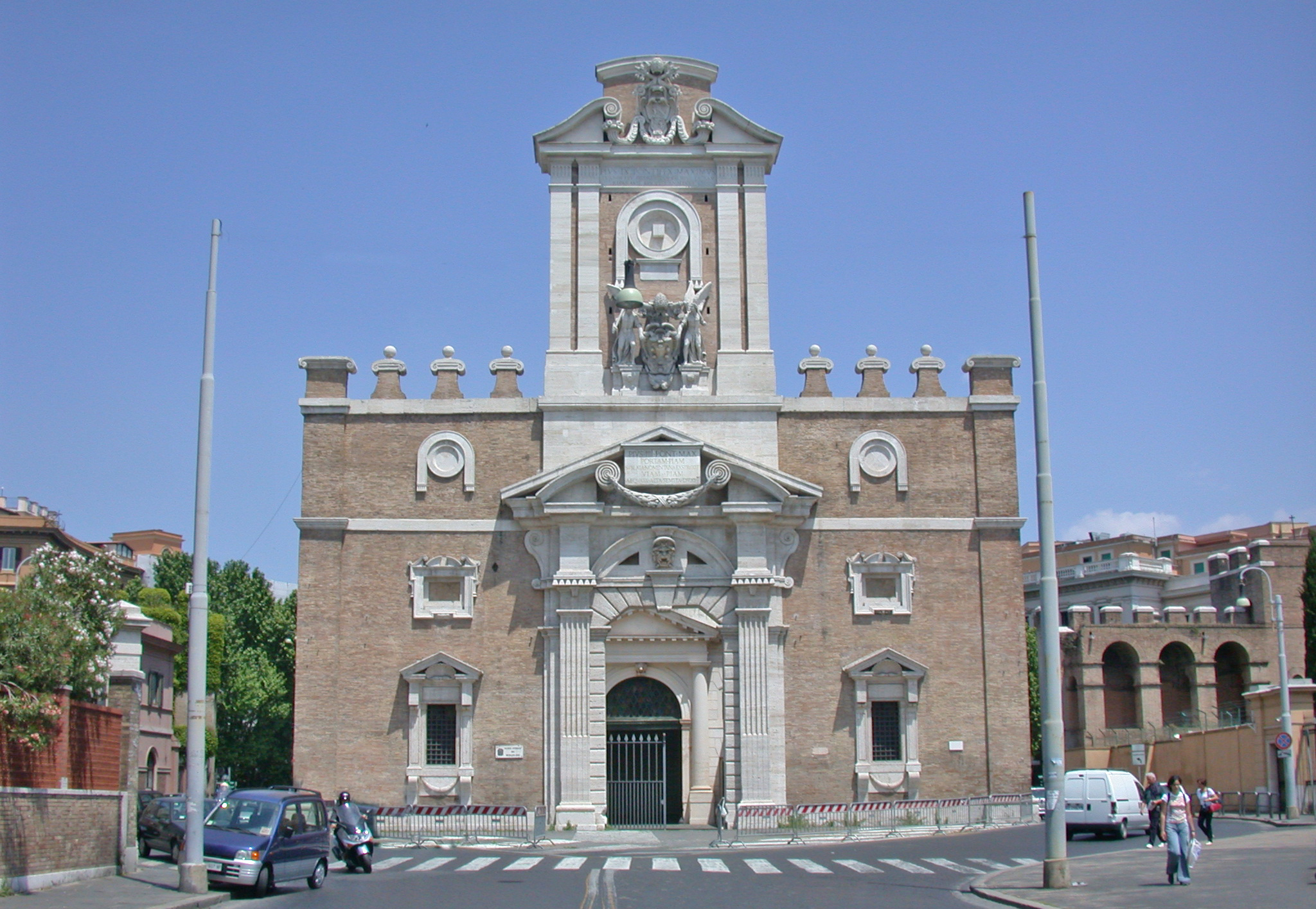
Binnenzijde van de Porta Pia door Michelangelo

De Porta Pia is een stadspoort in de antieke Aureliaanse Muur in Rome.

## De Poort
Bij deze poort begint de Via Nomentana. Deze weg, die al in de Romeinse tijd bestond loopt, naar de stad Mentana, in de oudheid Nomentana genaamd.
De Porta Pia is in 1564 gebouwd naar ontwerp van de beroemde architect en kunstenaar Michelangelo in opdracht van Paus Pius IV.
In 1561 wilde Paus Pius IV een mooie rechte weg laten aanleggen tussen zijn zomerpaleis op de Quirinaal en de brug over de rivier Aniene van de Via Nomentana. Hiervoor liet hij de Via Nomentana verleggen en ongeveer 75 meter aan de rechterzijde van de oude Porta Nomentana een nieuwe poort bouwen. Dit is de Porta Pia, die in een rechte lijn staat met de nieuwe weg. De Paus liet zowel de poort als het deel van de weg binnen de Aureliaanse Muur, de Via Pia, naar zichzelf vernoemen.
Een bijzonderheid is dat de poort op de stad zelf gericht is in plaats van op de reiziger die de stad binnenkomt.
De buitenzijde van de Porta Pia in de Aureliaanse Muur is opnieuw ontworpen onder Paus Pius IX in 1868.

## Bres van Porta Pia
Bij de Inname van Rome op 20 september 1870 stuitte het Italiaanse leger op de Aureliaanse muur. Vlak bij de Porta Pia sloegen zij een bres in deze muur en trokken daardoor de stad binnen. Daarmee werd de Kerkelijke Staat van Pius IX beëindigd en werd de eenwording van Italië voltooid. Bij deze “Bres van Porta Pia” is een monument opgericht dat herinnert aan deze belangrijke gebeurtenis in de geschiedenis van Italië. In het centrale gedeelte van de Porta Pia is tegenwoordig een museum gewijd aan de Italiaanse troepen die destijds Rome binnenvielen.

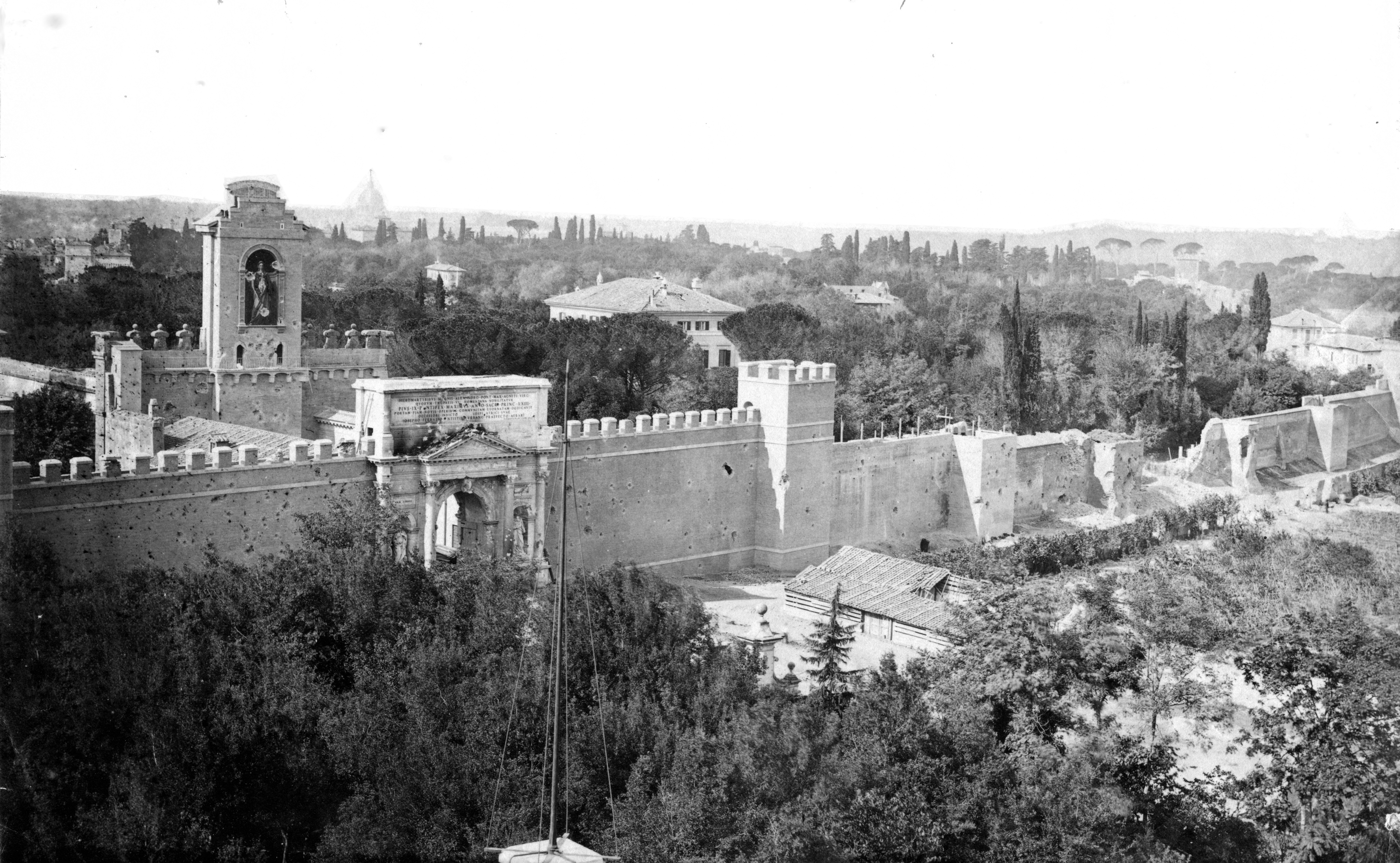
De bres in de muur rechts van Porta Pia

## Externe links

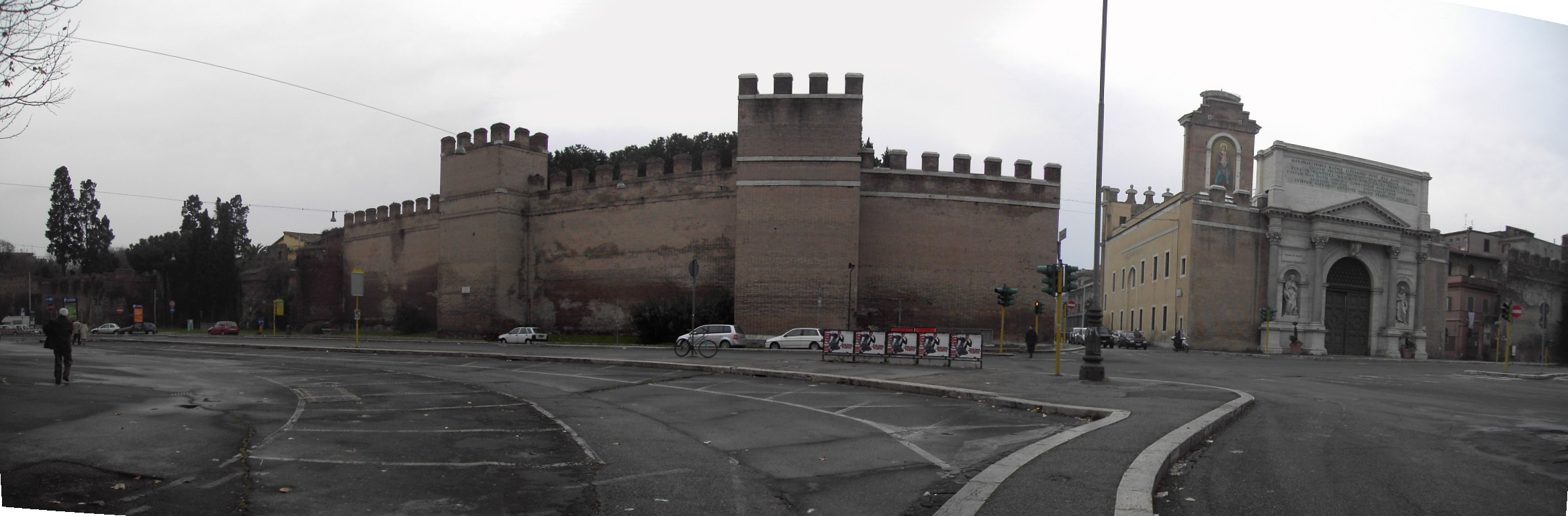
De Aureliaanse Muur bij Porta Pia
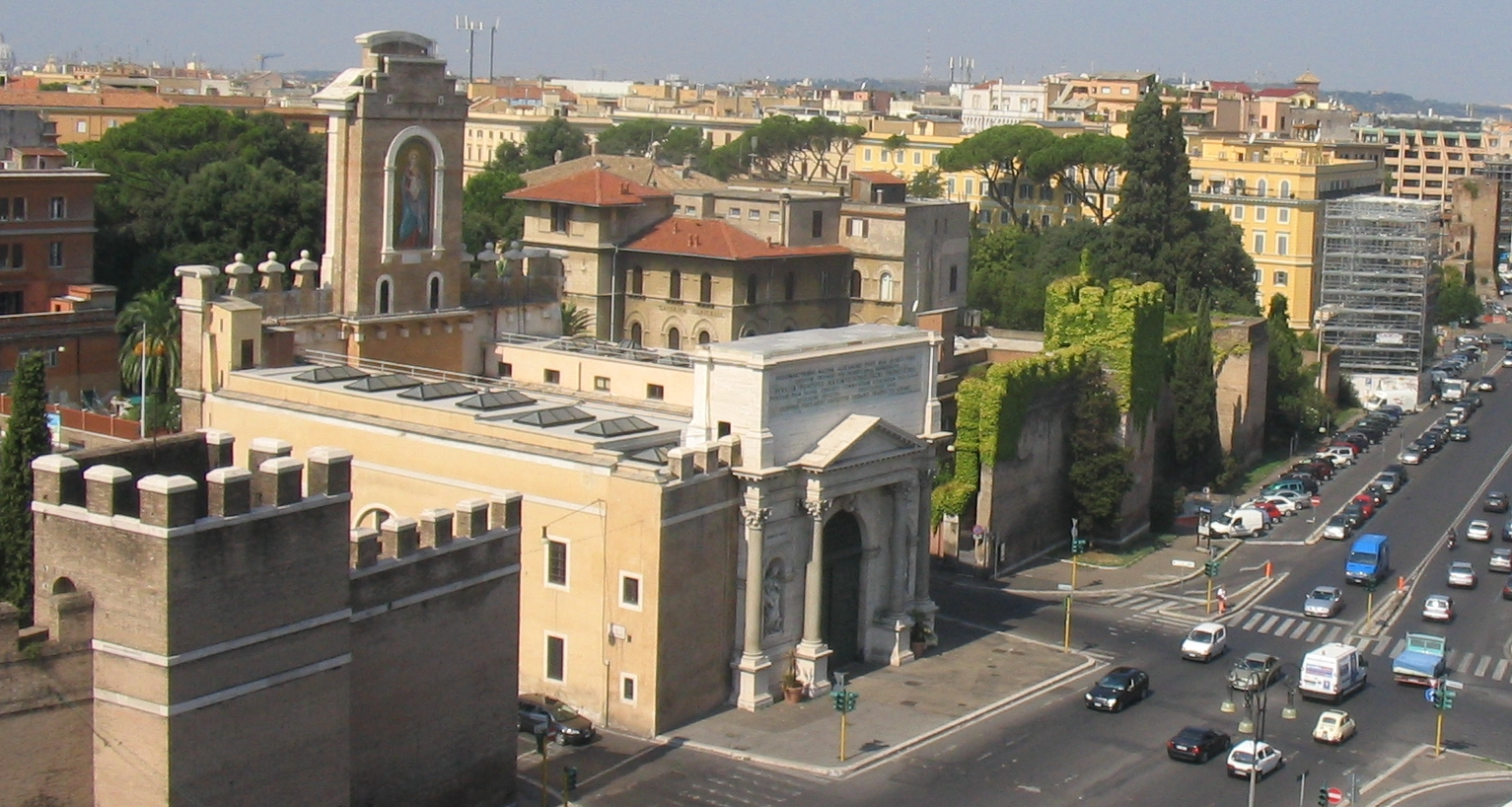
Porta Pia
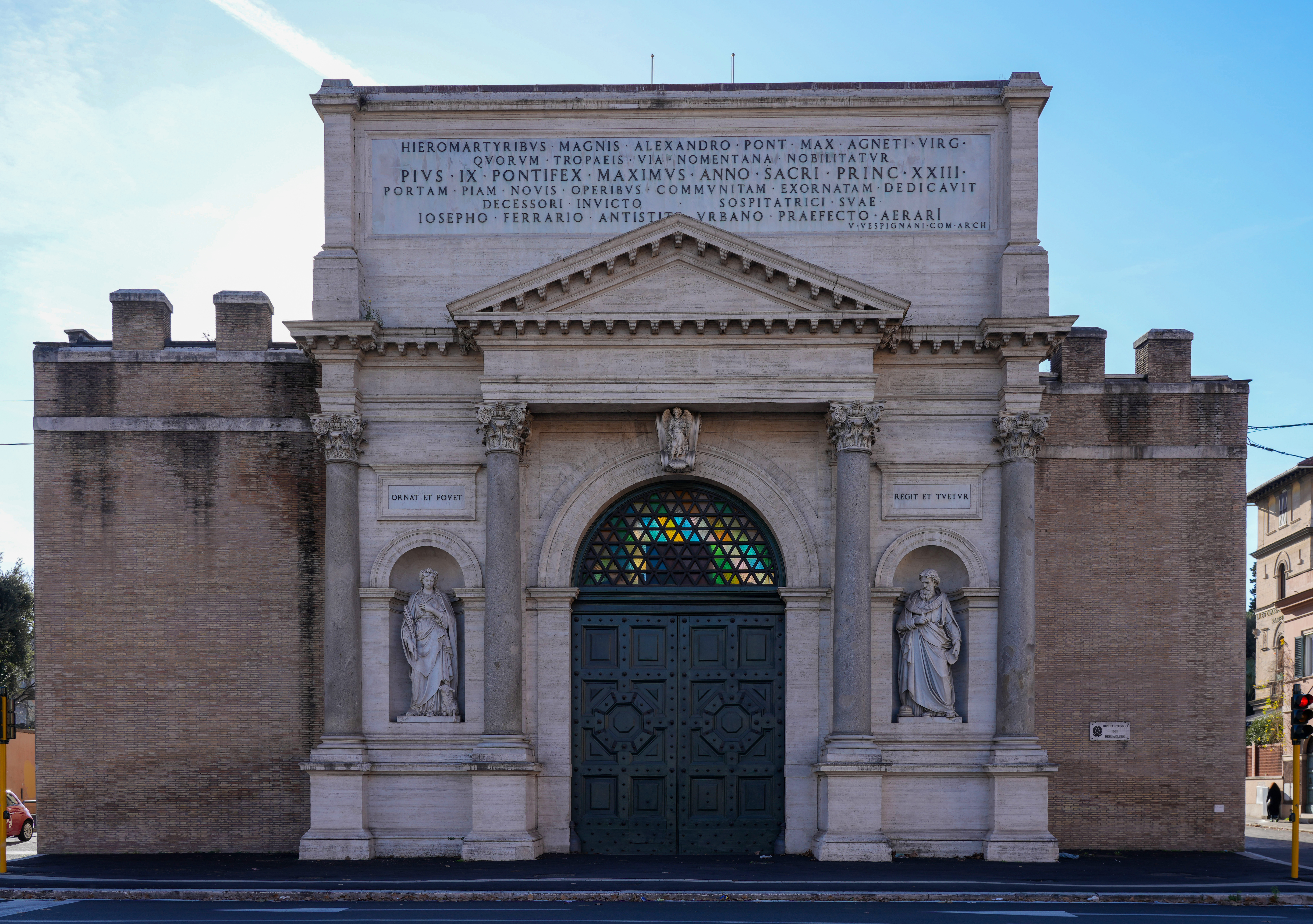
Porta Pia, voorzijde